# 诺因基兴阿姆桑德
诺因基兴阿姆桑德（意为“沙地上的诺因基兴”）是德国巴伐利亚州的一个市镇。总面积14.14平方公里，总人口4611人，其中男性2261人，女性2350人（2011年12月31日），人口密度326人/平方公里。